# 善法寺古墳群
善法寺古墳群（ぜんぽうじこふんぐん）は、広島県三次市西酒屋町にある古墳群。史跡指定はされていない。

## 概要
三次盆地南側、江の川支流の馬洗川の南側の丘陵上に築造された古墳群である。21基が確認されており、そのうち12基について1963年（昭和38年）にマツダ三次自動車試験場のテストコース建設に伴う発掘調査が実施され、失われている（未報告）。
調査された12基は、前方後円墳1基（9号墳）・前方後方墳1基（11号墳）・帆立貝形古墳1基（8号墳）・円墳9基からなる。首長墓と目される8・9・11号墳では、複数の埋葬施設が確認され、副葬品として銅鏡や鉄製品が出土している。首長墓が前方後円墳・前方後方墳・帆立貝形古墳という異なる墳形を採用する点、三次盆地では例の多い床面砂利敷の小型の竪穴式石室（竪穴式石槨）を埋葬施設として採用する点で特色を示す。
築造時期は、古墳時代中期の5世紀前半頃を主体とすると推定され、そのうち1号墳が最も古く、次いで8号墳が築造されたとみられ、唯一須恵器が出土した5号墳は後期前半頃と推定される。未報告のため詳らかとしないが、須恵器が普及する以前の比較的古い様相を示しており、三次盆地の古式群集墳の展開過程を考察するうえで重要な位置づけにある古墳群になる。

## 一覧
| 名称   | 墳丘         | 墳丘      | 埋葬施設                   | 出土品                                                                         | 備考                          |
| ------ | ------------ | --------- | -------------------------- | ------------------------------------------------------------------------------ | ----------------------------- |
| 1号墳  | 円墳         | 直径18.5m | 石蓋土坑                   | 鉄鏃6、鉄斧1、鉄鎌1、鉄剣1、鉄刀1                                              | 中期前半                      |
| 2号墳  | 円墳         |           | 箱式石棺                   |                                                                                |                               |
| 3号墳  | 円墳         | 直径30m   |                            |                                                                                |                               |
| 4号墳  | 円墳         |           |                            |                                                                                |                               |
| 5号墳  | 円墳         | 直径10.5m | 土坑                       | 勾玉3、管玉12、ガラス小玉73、棗玉2、算盤玉2、平玉2、 刀子1、須恵器坏1・小型壺1 | 後期前半                      |
| 5号墳  | 円墳         | 直径10.5m | 箱式石棺3                  |                                                                                | 後期前半                      |
| 6号墳  | 円墳         |           | 土坑（木棺）               |                                                                                |                               |
| 7号墳  | 円墳         |           | 箱式石棺                   |                                                                                |                               |
| 8号墳  | 帆立貝形古墳 | 墳丘長30m | 円丘部：竪穴式石室         | 鉄斧1、鉄剣1、鉄刀1                                                            | 中期前半                      |
| 8号墳  | 帆立貝形古墳 | 墳丘長30m | 円丘部：箱式石棺           |                                                                                | 中期前半                      |
| 8号墳  | 帆立貝形古墳 | 墳丘長30m | 方丘部：箱式石棺           | 鉄鏃1、鉄剣1、鉄斧1                                                            | 中期前半                      |
| 9号墳  | 前方後円墳   | 墳丘長35m | 後円部：竪穴式石室         | 内行花文鏡1、鉄斧1、鉄鏃片4、鉄剣1                                             | 前方部箱式石棺の 1つは2段積み |
| 9号墳  | 前方後円墳   | 墳丘長35m | 後円部：箱式石棺           |                                                                                | 前方部箱式石棺の 1つは2段積み |
| 9号墳  | 前方後円墳   | 墳丘長35m | 前方部：竪穴式石室         | 珠文鏡1、鉄鍬先1、鉇1                                                          | 前方部箱式石棺の 1つは2段積み |
| 9号墳  | 前方後円墳   | 墳丘長35m | 前方部正面傾斜面：箱式石棺 | 鉇1、鉄鍬先1                                                                   | 前方部箱式石棺の 1つは2段積み |
| 9号墳  | 前方後円墳   | 墳丘長35m | 前方部正面裾：箱式石棺     |                                                                                | 前方部箱式石棺の 1つは2段積み |
| 10号墳 | 円墳         |           |                            |                                                                                |                               |
| 11号墳 | 前方後方墳   | 墳丘長34m | 後方部：土坑（木棺）       | 鉄斧1、鉇1、鉄鏃3、鉄剣1、鉄刀1                                                |                               |
| 11号墳 | 前方後方墳   | 墳丘長34m | 前方部：箱式石棺2          | 鉄斧1、刀子1                                                                   |                               |
| 12号墳 | 円墳         |           | 箱式石棺                   |                                                                                |                               |
| 13号墳 | 円墳         |           | 箱式石棺3                  |                                                                                |                               |

## 関連文献
（記事執筆に使用していない関連文献）
- 『広島県双三郡三次市史料総覧』第五篇、広島県双三郡三次市史料総覧刊行会、1974年。